# Bom Bom (álbum de 1984)
Bom Bom é um álbum de estúdio, lançado pelo conjunto brasileiro homônimo, em 1984. Trata-se do primeiro álbum do grupo e conseguiu emplacar sucessos de rádio e proporcionar aparições em importantes programas de TV da época. 
O disco foi o único a ser lançado pelo quarteto e foi precedido pelo single "Vamos a la Playa", de 1983. 

## Produção e lançamento
O lançamento ocorreu meses após a emissão do primeiro compacto, o grupo era então formado por Sandro, Marcelo, Paulo e Dino.
A produção é de Luiz Carlos Maluly e os arranjos de Licoln Olivetti, Maluly, Netinho e dos próprios integrantes do quarteto. As gravações ocorreram nos estúdios Transamérica (SP e RJ), Sigla (RJ) e Intersom (SP).
O Jornal do Commercio definiu o repertório como alegre, bem humorado e com músicas alto astral no estilo pop e rock.

## Compactos
A primeira música de trabalho foi a canção "Vamos a la Playa", que tornou-se um dos maiores sucessos do verão daquele ano no Brasil, com vendas de cerca de 20 mil cópias em pouco mais de um mês de lançado. A música é uma versão em português para a canção da dupla italiana Righeira que foi sucesso na Europa, onde alcançou a posição #1 na Itália, e #6 na Espanha.
A segunda música de trabalho, distribuída em disco mix, foi a versão da canção de Bravo Muchachos, intitulada "Parque dos Sonhos". Segundo o jornal O Fluminense, a faixa "aborda com leveza o tema do amor adolescente", a letra foi adaptada por Edgard Poças.
Ainda foram lançados os compactos da canção "Sou Como o Ar", que teve crítica favorável do Jornal do Commercio e um compacto duplo com quatro canções do disco ("Fada" / "Sou Como Ar" / "Parque Dos Sonhos" / "Microbinho").

## Lista de faixas
- Créditos adaptados do encarte do LP Bom Bom.[14]

| N.º | Título                                    | Compositor(es)                             | Duração |  |
| 1.  | "Parque dos Sonhos" (Bravo Muchachos)     | Maurizio Fabrizio Guido Morra Edgard Poças |         |  |
| 2.  | "Troquei Meu Pequinês Por Um Trombadinha" | Marcelo Papini Élcio Martinho              |         |  |
| 3.  | "Fada"                                    | Léo Jaime Leandro                          |         |  |
| 4.  | "Sou Como o Ar" (Aire)                    | D. Vaona L. Gomez Escobar Edgard Poças     |         |  |
| 5.  | "Vamos A La Playa"                        | S. Righi Labionda Paulo Camargo            |         |  |
| 6.  | "Microbinho"                              | Marcelo Papini                             |         |  |
| 7.  | "Deixa Pra Lá" (Barco e Venus)            | I. Cano Edgard Poças                       |         |  |
| 8.  | "Belo Plug-ug"                            | Gilberto Santamaria Wille Netinho          |         |  |
| 9.  | "Vem Dançar" (Your Daddy Don't Know)      | M. Roth G. Iwamoto Edgard Poças            |         |  |
| 10. | "Doce Amor"                               | Sandro Netinho                             |         |  |
| 11. | "O Esperto Jeremias"                      | Marcelo Papini                             |         |  |